# Battaglia di Aleppo
La battaglia di Aleppo è stata una battaglia occorsa durante la guerra civile siriana, una delle più lunghe e sanguinose battaglie di tutta la guerra.
Iniziata il 19 luglio 2012, ha coinvolto numerose delle organizzazioni e gruppi armati nella guerra civile siriana ed ha portato alla divisione della città in due parti controllate rispettivamente dal governo (Aleppo Ovest) e dai ribelli (Aleppo Est), trasformandosi sostanzialmente in una guerra di posizione con vari tentativi di avanzamento da ambo le parti.
Un aspetto che ha reso molto feroce la battaglia è stato il fatto che entrambe le fazioni siano riuscite a tagliare i rifornimenti dalle retrovie nemiche, giungendo quindi ad una situazione in cui tutta la città si trovò contemporaneamente sotto assedio.
Nella seconda metà di dicembre del 2016 le forze governative, dopo aver rotto l'assedio ribelle e grazie anche al supporto dei miliziani curdi, hanno riconquistato interamente la parte est della città.
Le azioni di guerriglia e guerra di posizione e i bombardamenti massicci sugli edifici, in quattro anni di scontri, hanno devastato la città. A causa dell'altissimo numero di morti, stimato in almeno 31 000, la battaglia di Aleppo è nota anche come la "madre delle battaglie" e la città stessa è talvolta soprannominata "la Stalingrado di Siria".

## L'offensiva ribelle (2012)

### L'attacco dei ribelli e l'ingresso nella città
Il 19 luglio 2012, dai villaggi intorno alla città i ribelli attaccano Aleppo nel quartiere di Ṣalāḥ al-Dīn, a sud-ovest e nei quartieri di Haydariyya e Sakhur, a nord-est, aprendo due fronti di combattimento. La strategia ha successo e in 3 giorni i combattimenti raggiungono le aree centrali della città.
Il 24 luglio l'ESL e i gruppi islamisti scatenano l'offensiva decisiva per il controllo del centro storico. Si registrano scontri anche nell'antico suk e intorno alla cittadella.

### La reazione del governo siriano
La reazione del governo è inizialmente rallentata dalla maggiore attenzione rivolta alla situazione a Damasco, ma vengono inviati 10 000 uomini spostati dalla costa e, soprattutto, l'aeronautica militare siriana. Anche le file dei ribelli vengono ingrossate da 2 000 combattenti provenienti dal nord della Siria.
Il 28 luglio l'esercito siriano riesce a scatenare una prima controffensiva concentrata sul quartiere di Ṣalāḥ al-Dīn, ove si concentra la maggior parte dei miliziani. L'offensiva è imponente ed utilizza carri armati, aerei, elicotteri e artiglieria pesante. Tuttavia i ribelli riescono a resistere al primo impatto e, contemporaneamente, avanzano nel centro storico, riuscendo ad unire i due fronti aperti da sud-ovest e nord-est.
A fine giornata l'attacco è considerato respinto. Inoltre sono riportate alcune diserzioni da parte di carristi dell'esercito siriano, che permette ai ribelli di ottenere armamento pesante.

### L'intervento dell'ESL
Gli scontri interessano tutta la città e, a inizio agosto, l'ESL ottiene una vittoria strategica fondamentale: viene conquistata la cittadina di Anadan, a nord di Aleppo, il che comporta il controllo della strada principale che proviene dal nord del paese, già in mano all'opposizione. I ribelli si garantiscono una importante via di approvvigionamento.
Grazie ai carri armati e ai rifornimenti, l'ESL dilaga in città e riesce a ottenere il controllo di gran parte dei distretti nella direttrice sud-ovest nord-est.
Tuttavia tra il 3 e il 5 agosto l'offensiva ribelle entra in una fase di stallo e fallisce nel tentativo di conquistare i distretti a nord di Ṣalāḥ al-Dīn. Soprattutto grazie all'uso martellante dell'aeronautica militare siriana, l'esercito regolare riesce a bloccare l'iniziativa dei miliziani, ne uccide il leader e distrugge alcuni centri di comando dei ribelli.

### Il contrattacco governativo e lo stallo
Il 7 agosto scoppiano degli scontri intorno alla cittadella di Aleppo e le truppe governative riescono parzialmente ad accerchiare i ribelli. Il giorno seguente l'esercito tenta una nuova offensiva per controllare il quartiere-chiave di Ṣalāḥ al-Dīn. I ribelli soffrono, oltre ai bombardamenti aerei e dell'artiglieria pesante, anche della mancanza di munizioni. Così l'esercito riesce ad entrare nel quartiere e costringe i miliziani a una fuga precipitosa.
Il 9 agosto il quartiere viene definitivamente conquistato dall'esercito attuando un rastrellamento casa per casa e ricorrendo pesantemente alle milizie Shabiha. Per tutto agosto si registrano scontri isolati in tutta la città, ma senza nessun avanzamento di rilievo.

## L'assedio e la vittoria dei governativi (2016)

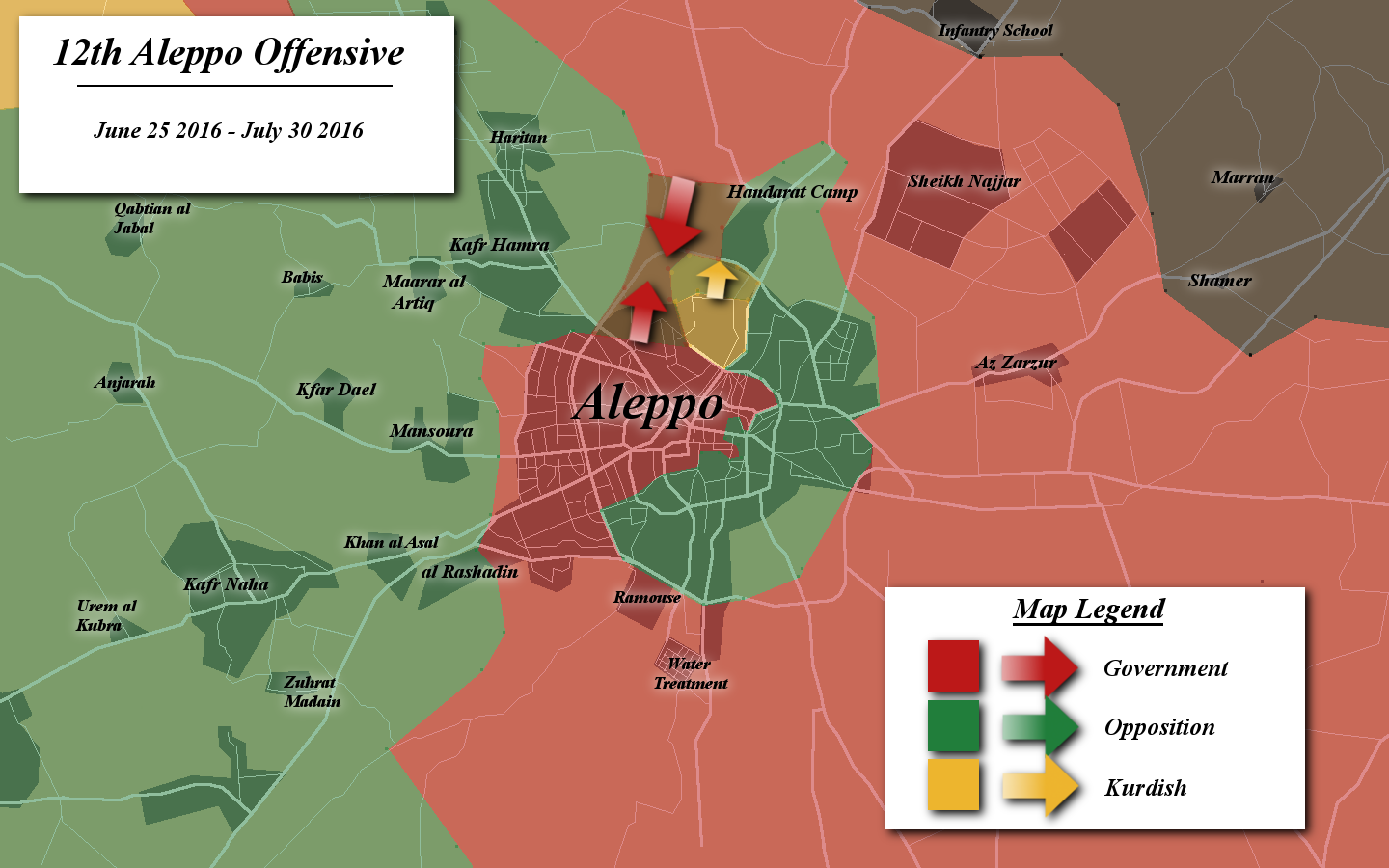
25-30 luglio: primo accerchiamento governativo di Aleppo est
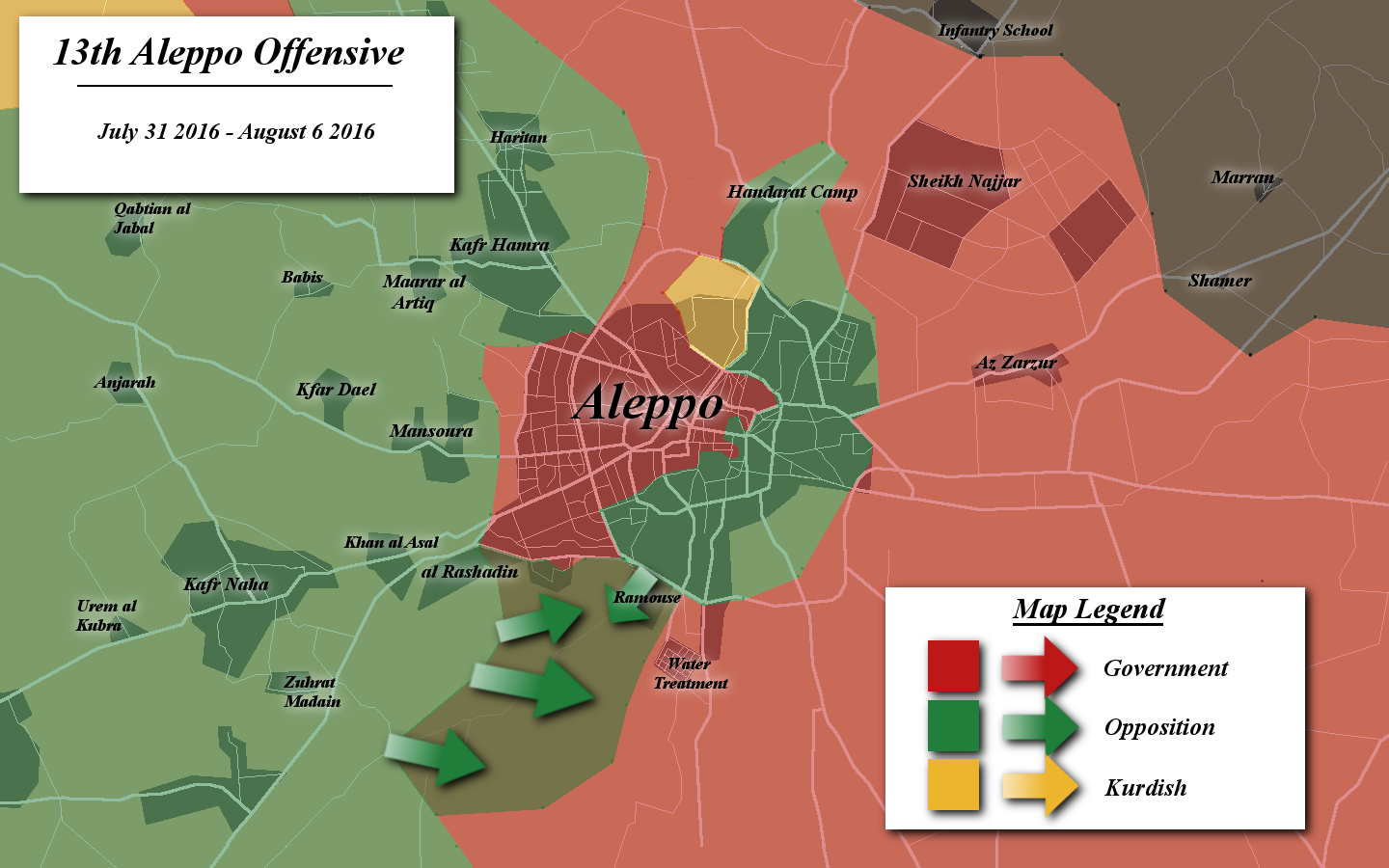
31 luglio-6 agosto: prima offensiva ribelle e apertura di un corridoio a sud-ovest di Aleppo
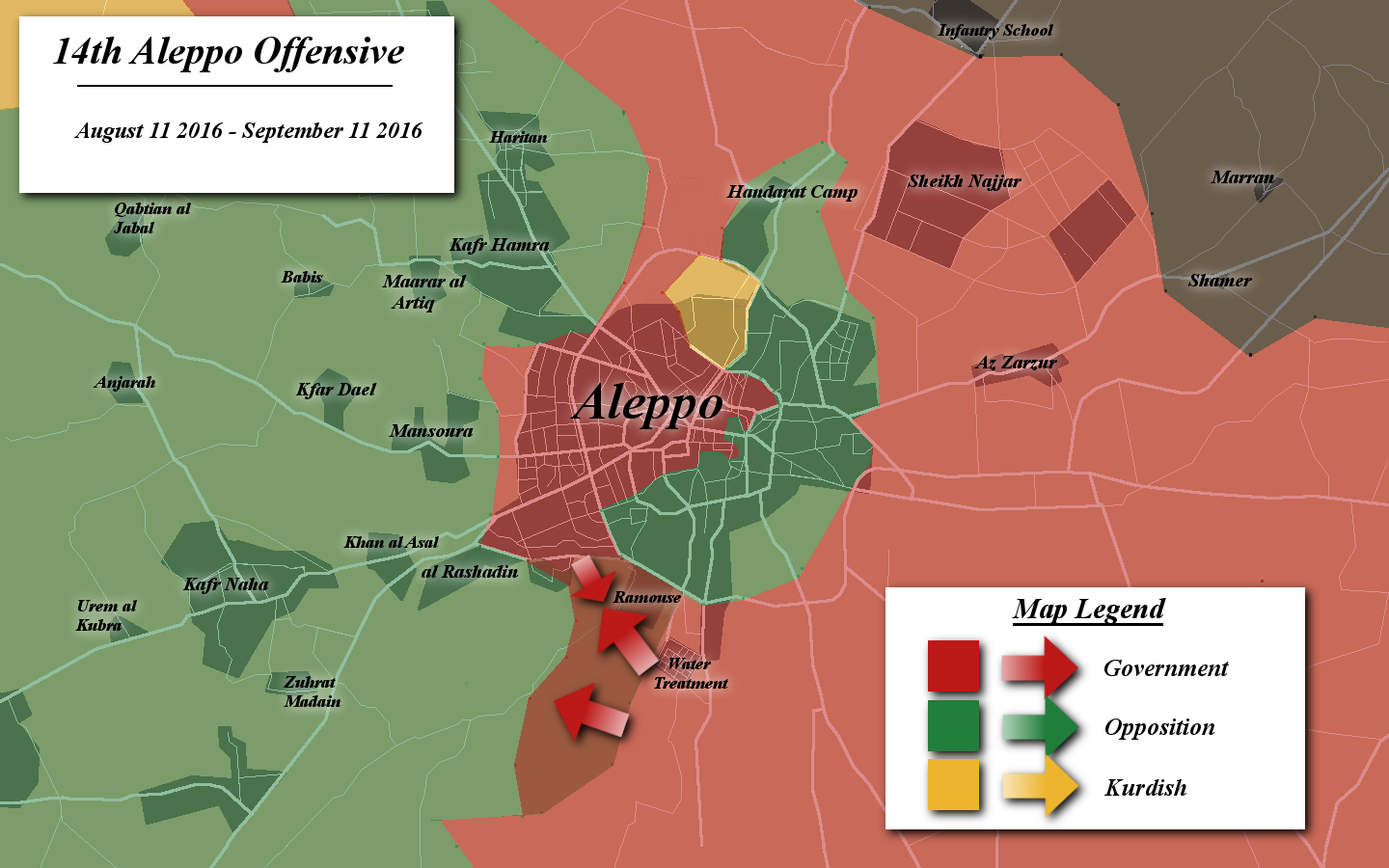
11 agosto-11 settembre: controffensiva governativa e secondo accerchiamento di Aleppo est
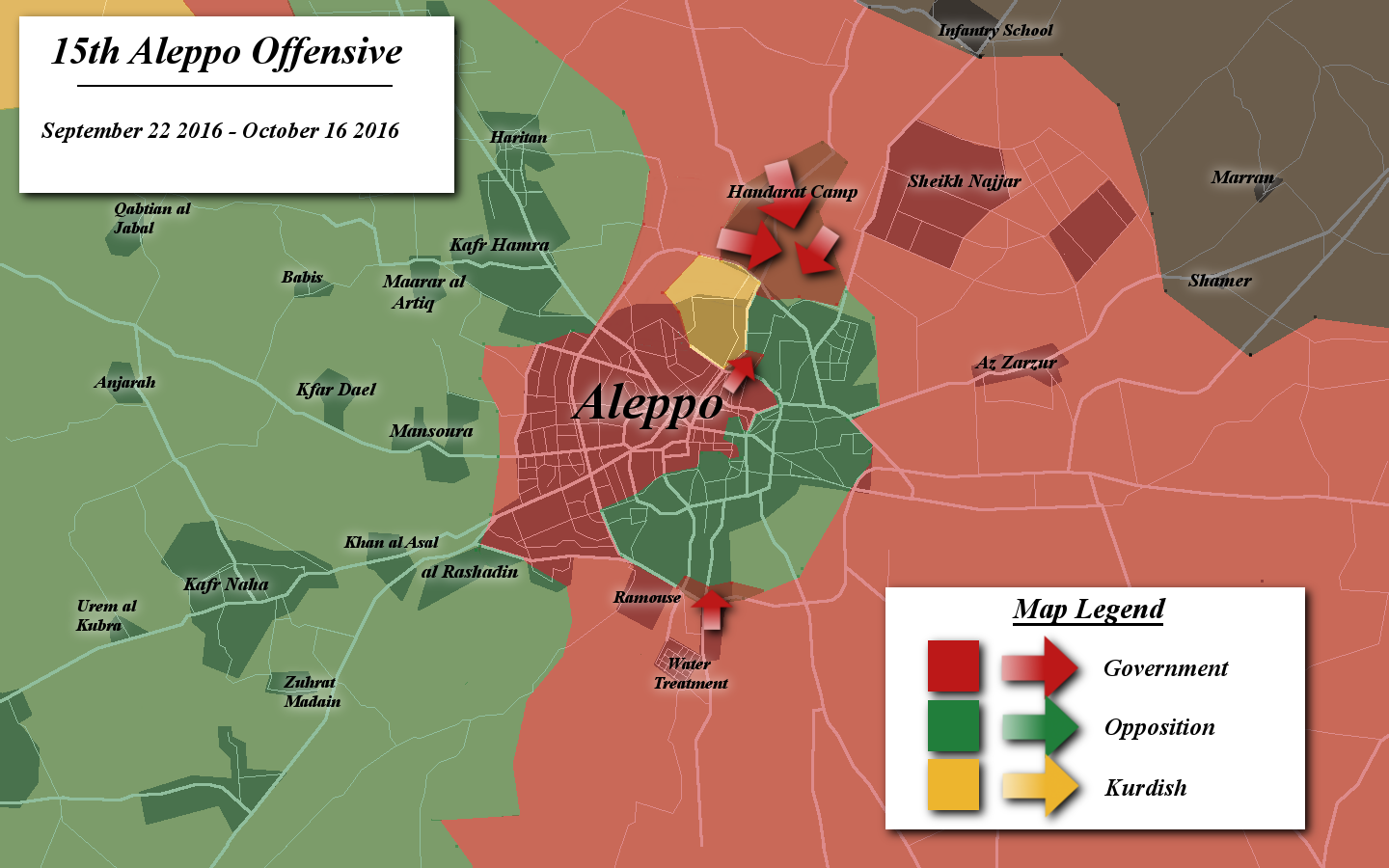
22 settembre-16 ottobre: offensiva governativa nella zona nord di Aleppo est
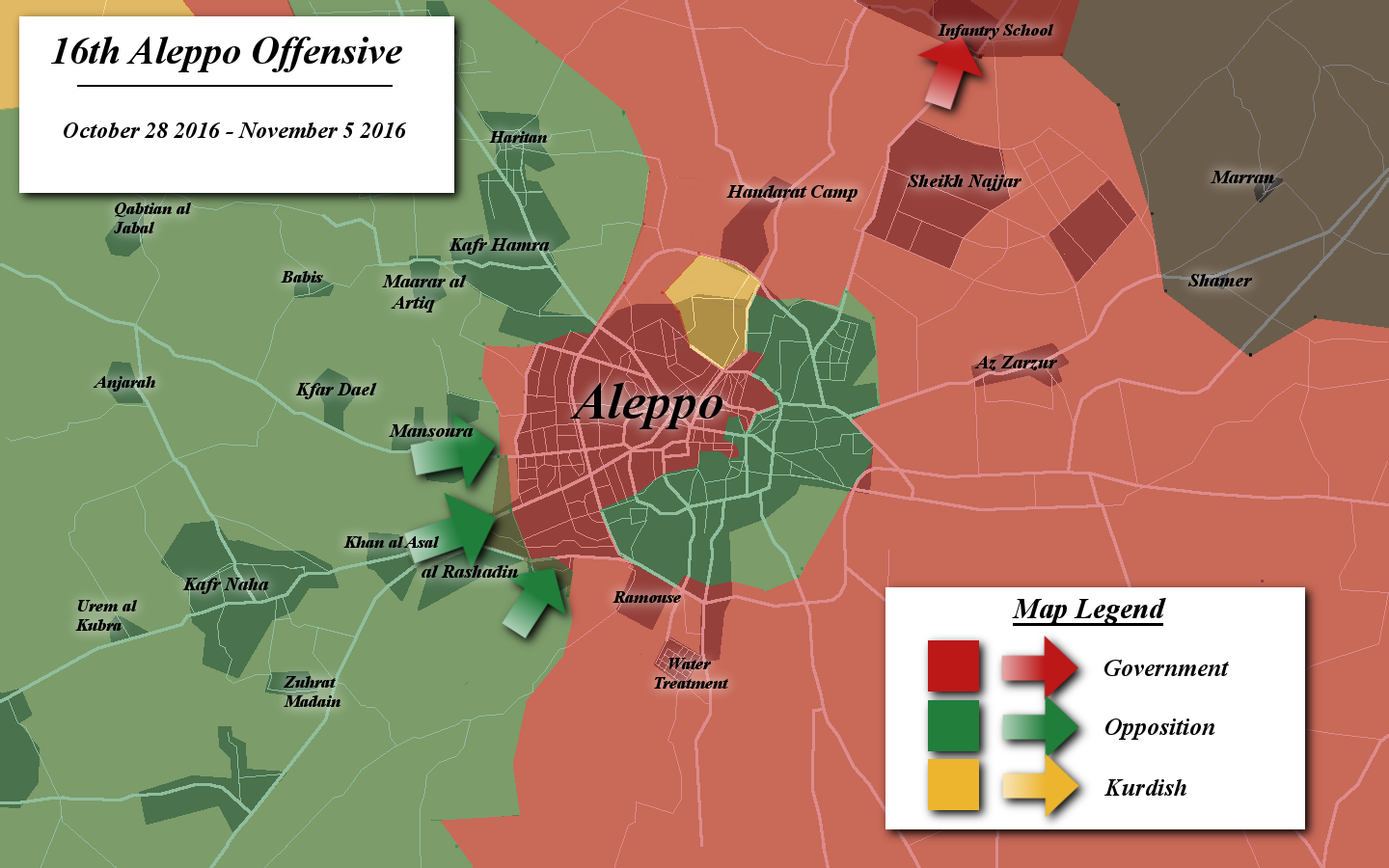
28 ottobre-5 novembre: seconda offensiva ribelle a sud-ovest di Aleppo
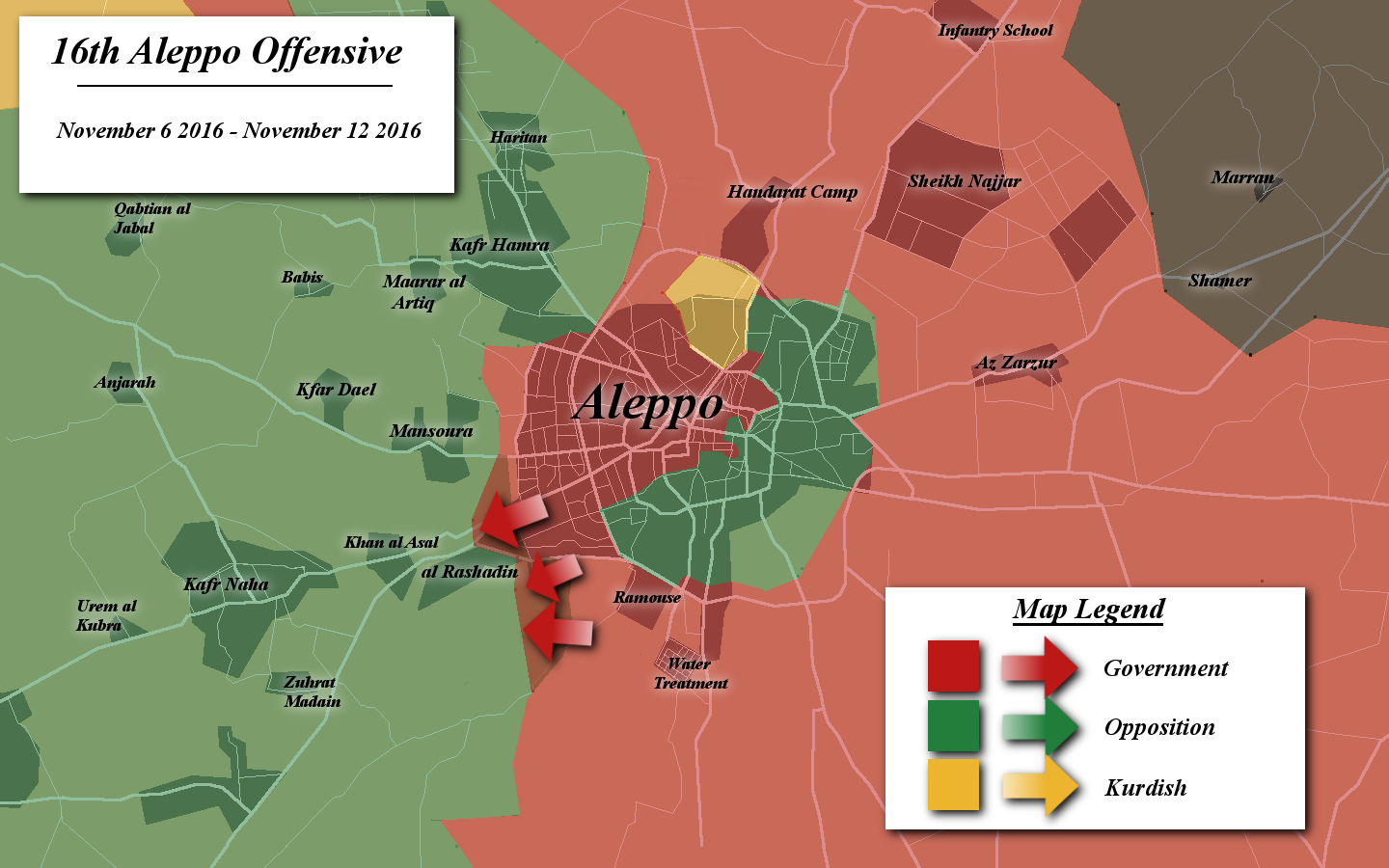
6-12 novembre: controffensiva governativa a sud-ovest di Aleppo

L'accerchiamento governativo della città di Aleppo (nel riquadro) e le altre offensive dei curdi e dei ribelli filo-turchi nel nord della provincia di Aleppo

Ad Aleppo, le truppe governative avanzanti da nord e da sud riescono infine il 27 luglio a ricongiungersi ad ovest del quartiere curdo di Sheikh Maqsoud, isolando e ponendo sotto assedio la parte est di Aleppo ancora in mano ai ribelli dell'FSA, Ahrar al-Sham e al-Nusra. La Russia e il governo siriano dichiarano quindi l'apertura di "corridoi umanitari" per evacuare dalle zone della città sotto controllo ribelle i civili (circa 250 000) e i combattenti disposti ad arrendersi,. Il 31 luglio però le milizie ribelli, dopo aver fatto affluire numerosi rinforzi dalle provincie di Idlib e Aleppo, lanciano un'offensiva a sud-ovest della metropoli. Il 6 agosto, i miliziani riescono a conquistare alcune roccaforti governative, riaprendo così uno stretto corridoio verso la parte orientale della città e tagliando la via di rifornimento governativa dalla Siria centrale alla parte occidentale di Aleppo.
Nei giorni seguenti fonti governative annunciano comunque la messa in sicurezza della "Strada Castello", ex arteria di collegamento per i ribelli; in questo modo l'esercito può riaprire le comunicazioni tra Aleppo ovest e il resto dei propri territori. Aleppo est rimane invece sostanzialmente assediata, visto che il corridoio aperto dai ribelli viene incessantemente bersagliato dalle artiglierie e dai bombardieri russi e siriani.
Intanto a nord-est di Aleppo il 12 agosto, dopo due mesi di assedio, le milizie curde, con il sostegno dell'aviazione statunitense, conquistano definitivamente la città di Manbij, occupata dai ribelli anti-Assad nel luglio 2012 e poi in mano allo Stato Islamico dal gennaio 2014.

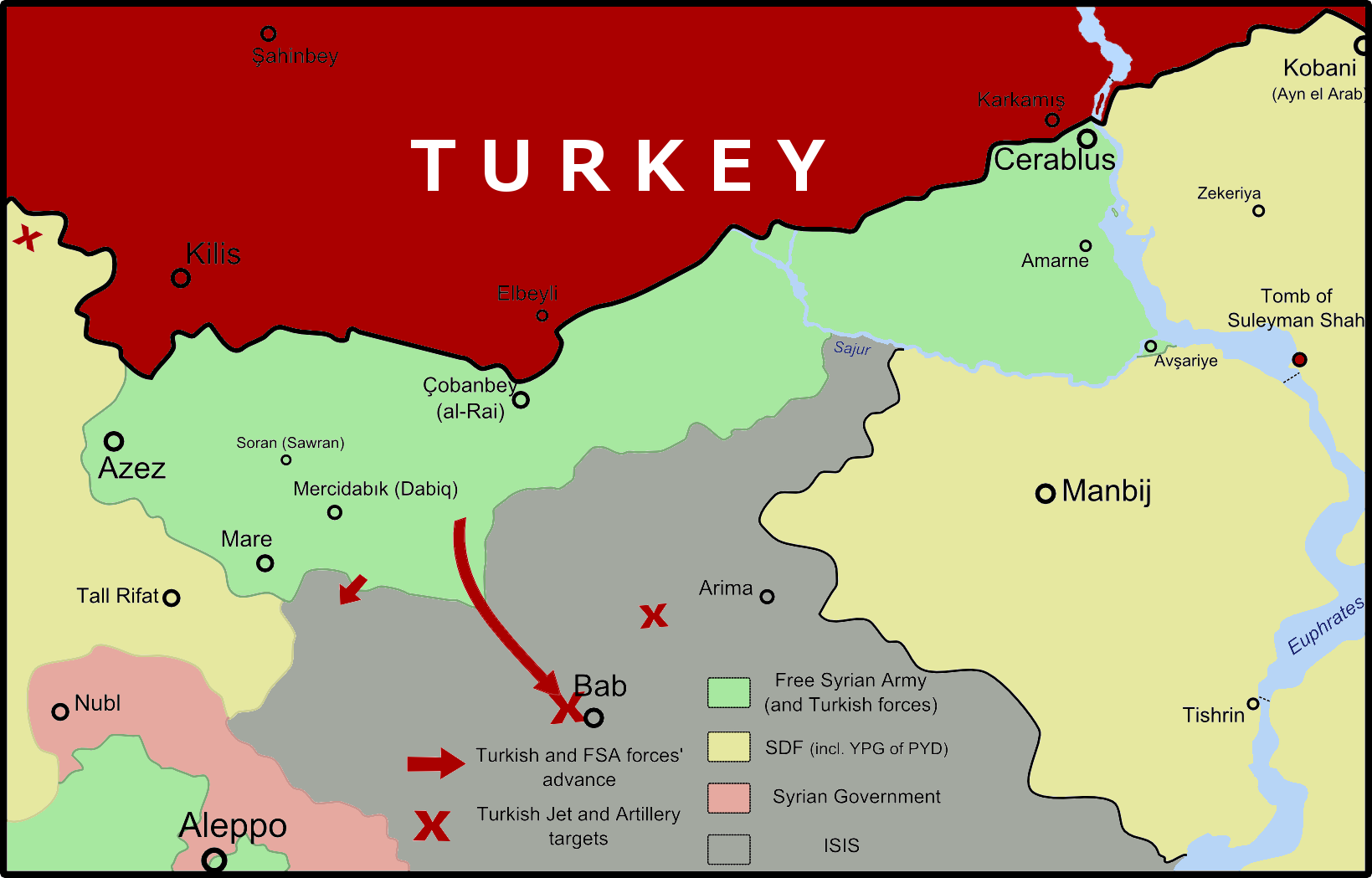
L'offensiva dei ribelli appoggiati dalle forze turche (in verde) contro l'ISIS (in grigio) e i curdi (in giallo)

Nel nord della provincia il 24 agosto miliziani ribelli attaccano dalla Turchia, con il sostegno di artiglieria, carri armati e truppe speciali turche, la città frontaliera di Jarabulus, occupata dalla Stato Islamico, conquistandola in poche ore. L'operazione, denominata Scudo dell'Eufrate, ha l'obiettivo primario di espellere i miliziani dell'ISIS dalla frontiera turca ed impedire la riunificazione del cantone di Afrin con i restanti territori curdi. Occupata Jarabulus infatti i ribelli filo-turchi avanzano verso sud, entrando in conflitto con le forze curde e spingendosi fino a 12 Km da Manbij. Nel frattempo, occupata la città frontaliera di al-Rai il 18 agosto, i ribelli della regione di Azaz riescono a ricongiungersi il 4 settembre con gli alleati penetrati a Jarabulus, completando così la conquista dell'ultimo tratto di frontiera ancora in mano all'ISIS.
Alla periferia sud-ovest di Aleppo, nonostante un attacco diversivo dei ribelli nel nord di Hama, il 4 settembre l'esercito siriano ed alleati riescono a riconquistare il villaggio di Qarassi e l'importante base militare di Ramousah, persa ai primi di agosto. Aleppo est, rimasta comunque virtualmente assediata, viene quindi di nuovo interamente accerchiata. Nei giorni seguenti i ribelli riprendo Qarassi e bloccano l'avanzata su Khan Tuman; l'esercito comunque, riconquistando le aree urbane attorno alla base militare, riesce a rimettere in sicurezza e a riaprire al traffico la sua principale via di collegamento per Aleppo ovest.
Dal 12 settembre il fronte di Aleppo entra in stasi per l'entrata in vigore di una tregua, siglata con il contributo di Russia e Stati Uniti. Tuttavia, a causa di una crisi diplomatica scoppiata a seguito di un raid aereo accidentale della coalizione a guida USA sulle posizioni siriane a Deir Ezzor, Mosca e Damasco annunciano il 19 settembre la fine dei colloqui, la ripresa delle ostilità e l'inizio di una vasta offensiva per riprendere definitivamente il controllo della metropoli. Negli ultimi giorni di settembre infatti le truppe governative riconquistano importanti posizioni, in mano ai ribelli da ben tre anni, nella zona nord della sacca, tra cui il campo di Handarat e l'ex ospedale al-Kindi, e nella città vecchia.
Il 28 ottobre i ribelli lanciano invece una nuova e massiccia offensiva ad ovest di Aleppo, nel tentativo di rompere l'assedio alla parte est, nonostante ciò l'esercito avanza inaspettatamente a nord-est della città riconquistano alcuni villaggi, aree rurali e una ex base di fanteria nella campagna a nord del distretto industriale di Shaykh Najjar, approfittando di una generale ritirata dell'ISIS dalla regione. L'attacco dei ribelli a sud-ovest di Aleppo ottiene nel frattempo scarsi successi, venendo completamente respinto dai governativi che, entro i primi giorni di novembre, completano la riconquista di tutte le aree perse a seguito della prima offensiva di fine luglio, tra cui la zona residenziale 1070 e la scuola militare di Hikmah.
Nella seconda metà del mese i governativi riprendono l'offensiva per riconquistare Aleppo est. L'esercito siriano ed alleati avanzano rapidamente e tra il 26 e il 27 novembre causano un primo collasso delle difese ribelli, riconquistando importanti distretti, caduti nell'estate del 2012, tra cui quelli di Hanano, Jabal Badro e al-Sakhur e riuscendo infine a separare la sacca in due parti. Il 28 novembre la parte settentrionale di Aleppo est (circa un terzo del territorio controllato dai ribelli) viene completamente riconquistata dai governativi (mentre una parte del territorio perso dai ribelli, adiacente al quartiere curdo di Sheikh Maqsoud, viene occupato dall'YPG). Più di diecimila civili fuggono dai combattimenti, mettendosi in salvo nelle aree di Aleppo ovest sotto il controllo del governo, nel quartiere curdo o nelle rimanenti parti di Aleppo est controllate ancora dai ribelli. In una nuova offensiva tra il 2 e il 4 dicembre, l'esercito siriano avanza in profondità ad ovest dell'aeroporto internazionale, riconquistando vari distretti e giungendo a circa 1 Km dalle linee amiche presso la Cittadella. L'area in mano ai ribelli viene così ridotta al 50% circa del territorio da loro precedentemente controllato. Per evitare un secondo accerchiamento, il 7 dicembre i ribelli abbandonano le loro ultime posizioni ad est e a nord della Cittadella.

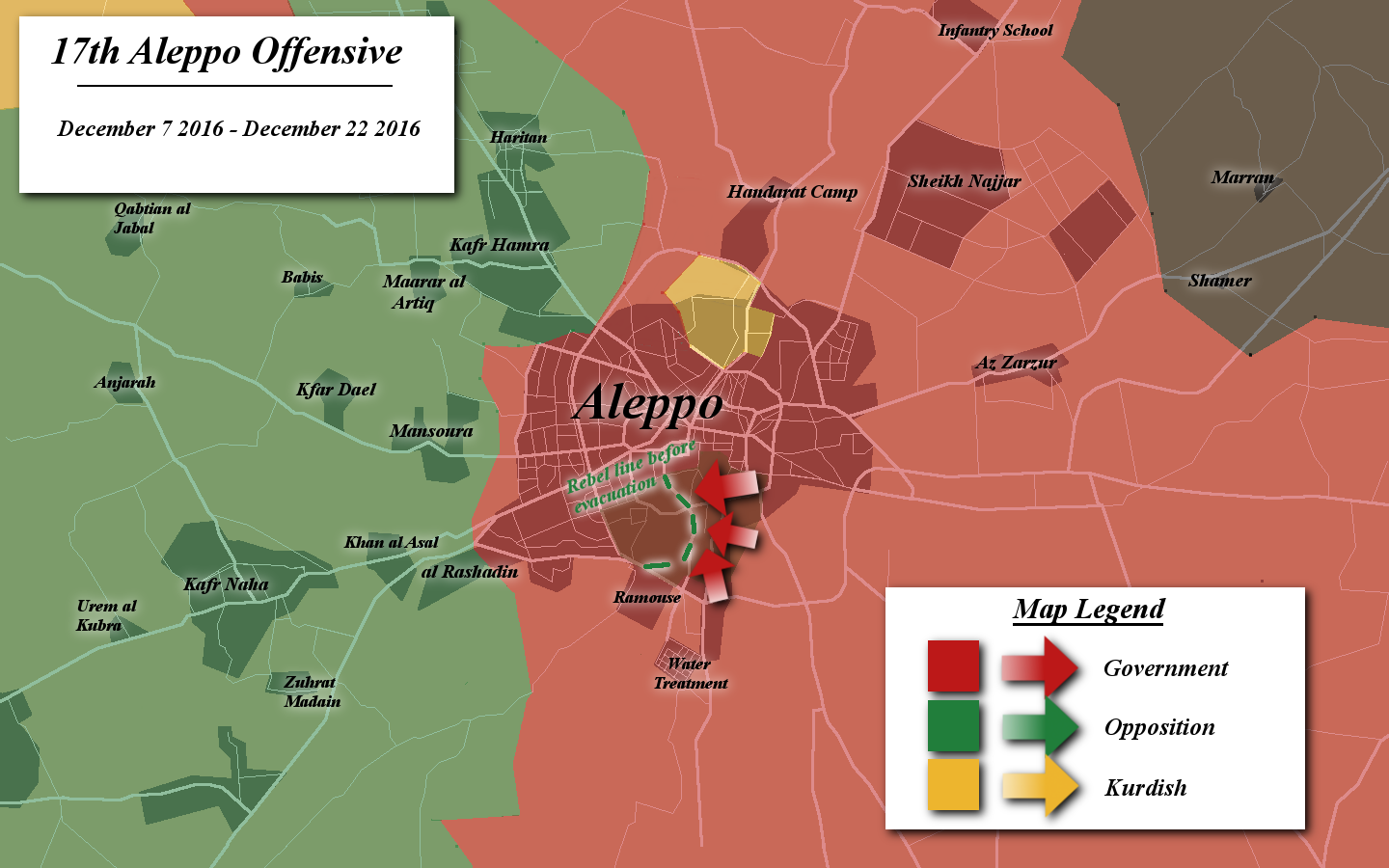
Offensiva governativa finale ad Aleppo

Il 12 dicembre l'esercito riconquista i distretti di Bustan Al-Qasr e di Sheikh Saeed, considerati tra le maggiori roccaforti dell'opposizione. La sacca ribelle viene così ridotta circa al 5% del territorio iniziale. Mentre continua il deflusso dei civili, in fuga dalle zona ancora occupate, anche centinaia di ribelli decidono di deporre le armi e consegnarsi alle forze governative. Solo alcune unità optano per una resistenza ad oltranza presso i loro ultimi bastioni nei distretti di Sakkari e di Al Ansari Sharki. Il 15 dicembre, con la mediazione di Russia e Turchia, viene raggiunto un accordo per la resa degli ultimi combattenti e il loro trasferimento, assieme a parte della popolazione civile, verso Idlib, con l'evacuazione, allo stesso tempo, dei civili assediati dai ribelli nelle cittadine governative di Fuah e Kafrayah. La sera del 22 dicembre, a seguito della partenza dell'ultimo convoglio di ribelli e familiari, viene annunciata dalle forze armate siriane la totale riconquista della città di Aleppo, ad esclusione del quartiere curdo di Sheikh Maqsoud. Dopo quattro anni e cinque mesi di combattimenti, la seconda città più importante della Siria torna così sotto il completo controllo del governo del presidente Assad.